# كلية مالفيرن في هونغ كونغ
كلية مالفيرن في هونغ كونغ هي مدرسة دولية خاصة تقع في هونغ كونغ، الصين.

## الروابط الخارجية
1. ↑  "Malvern College Hong Kong". Malvern College Hong Kong Home Page. Malvern College Hong Kong. مؤرشف من الأصل في 2018-05-17.